# Mys Dobré naděje
Mys Dobré naděje (anglicky Cape of Good Hope, afrikánsky Kaap die Goeie Hoop) je pevninský výběžek na Kapském poloostrově v Jižní Africe nedaleko Kapského Města. Jedná se o jeden z nejslavnějších a historicky nejdůležitějších mysů světa, neboť symbolizoval nejjižnější cíp Afriky a přechod z Atlantského do Indického oceánu (ačkoliv technicky vzato jím není). Náleží také mezi tři tzv. velké mysy jižní polokoule. Pod svým obecným označením („mys“, anglicky (the) Cape) dal název blízkému městu (z nějž se vyvinula jedna z hlavních metropolí Afriky) i celé nejjižnější části kontinentu (Kapsko). Nazývá se podle něj i „kapská cesta“ (Cape Route), tj. námořní cesta z Evropy do Asie okolo Afriky.

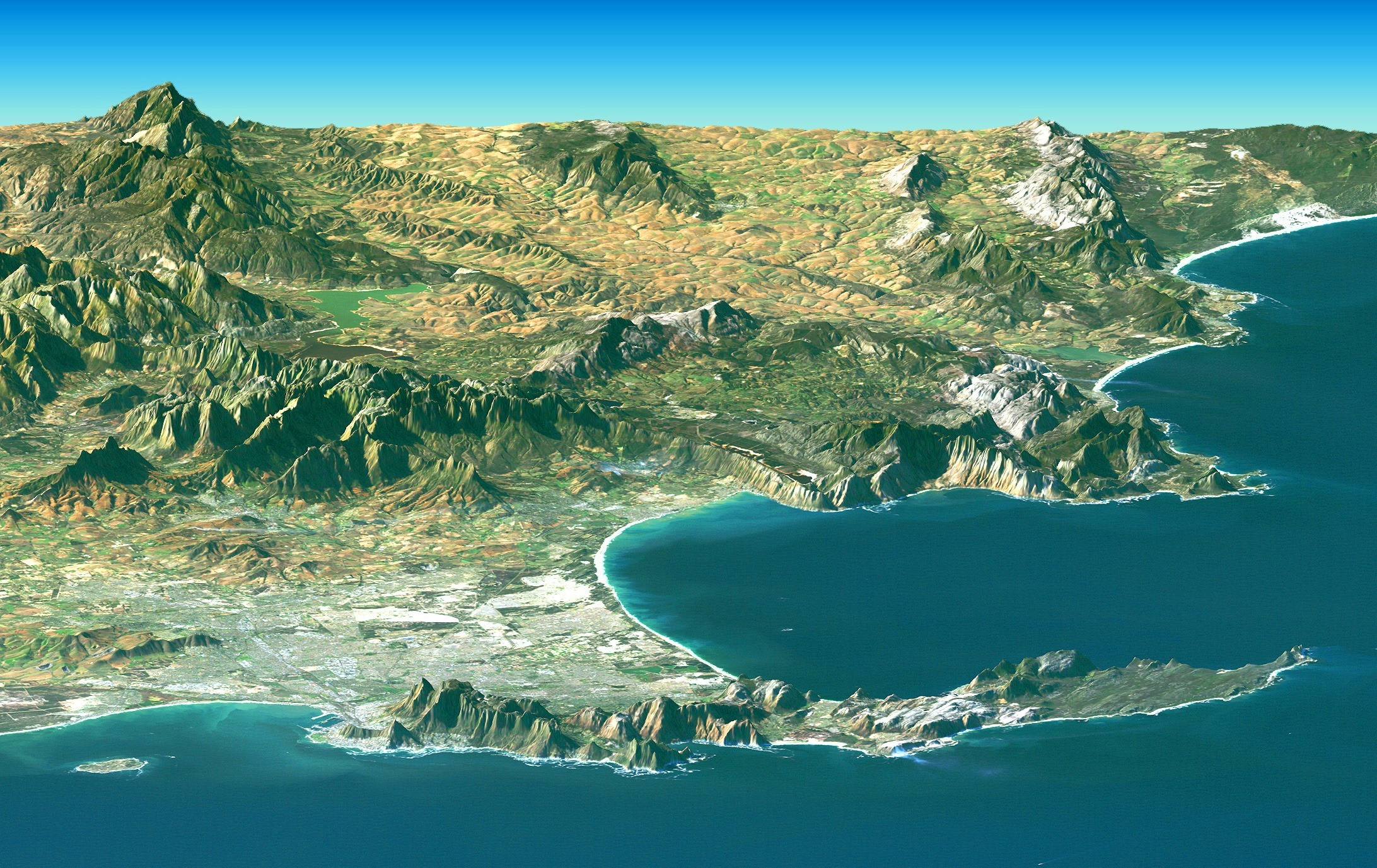
Pohled na oblast mysu Dobré naděje od západu. (satelitní snímek, doplněný o výškopisné znázornění)

Nachází se zhruba na 34°21'30" jižní šířky a 18°28'20" východní délky. Tvoří nejjižnější (ne však nejzazší) výběžek Kapského poloostrova a je obrácen k jihozápadu. Tradičně byl pokládán za místo, kde se setkávají vody Atlantského a Indického oceánu, nicméně dalším poznáním bylo zjištěno, že z hydrologického hlediska je tímto místem spíše pásmo východně od mysu Dobré naděje, mezi Kapským mysem a Střelkovým mysem, kde dochází ke styku indického teplého proudu Střelkového mysu a atlantského studeného Benguelského proudu. Z čistě geografického (resp. geometrického) hlediska je pak rozhraním obou oceánů právě až Střelkový mys, jakožto skutečný nejjižnější bod Afriky. 

## Historie

Mapa mysu Dobré naděje z roku 1888

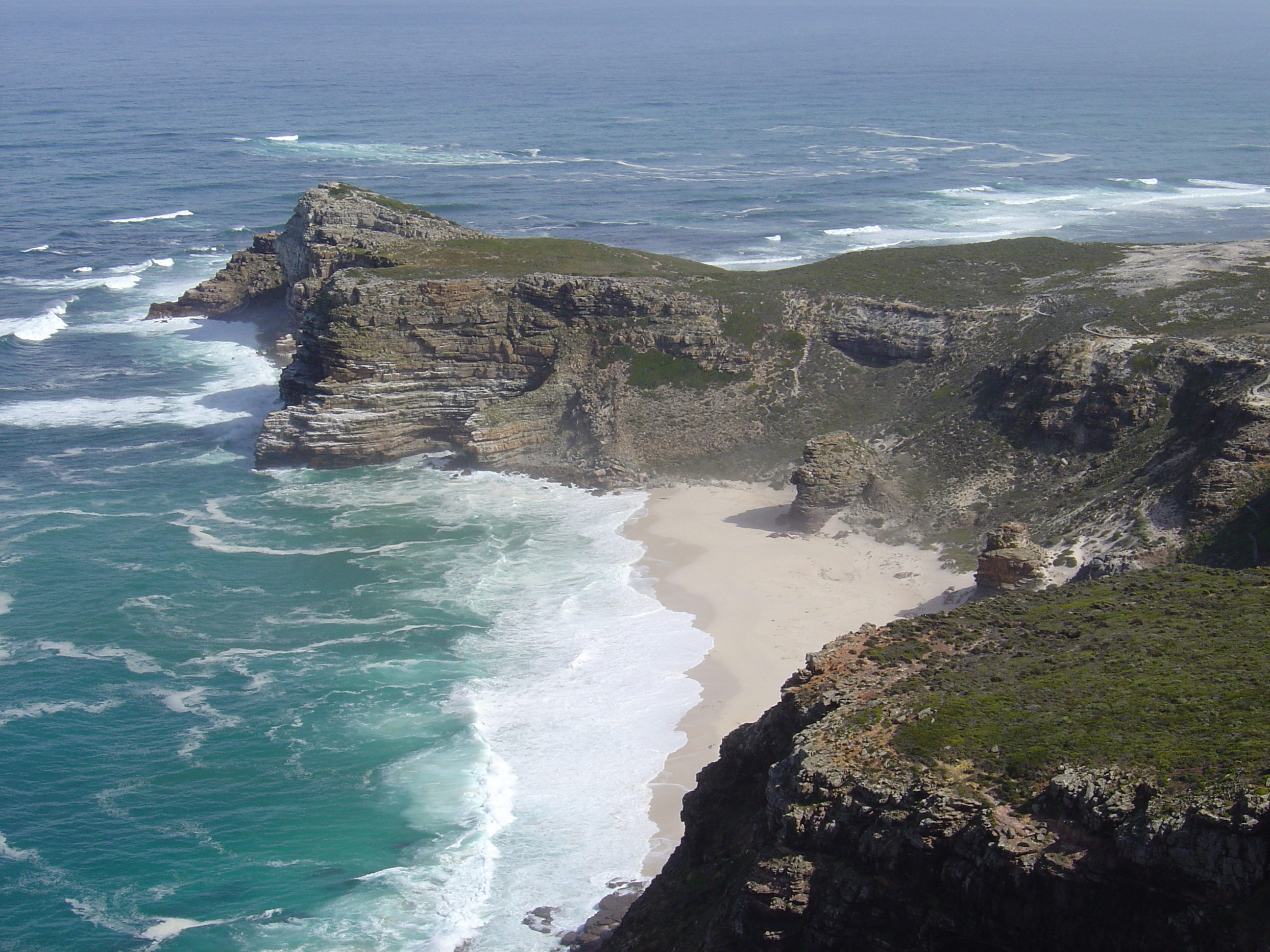
Mys Dobré naděje. Pohled z východní strany z vyvýšeniny nad Cape Point

Prvním Evropanem, který obeplul mys Dobré naděje, byl portugalský mořeplavec Bartolomeo Dias v roce 1488. Ten tomuto místu dal název „mys Bouří“ (cabo das Tormentas). Později portugalský král Jan II. přejmenoval mys na „mys Dobré naděje“ (cabo da Boa Esperança), protože otevíral „nadějnou“ cestu do východních moří. Současně symbolizoval naději námořníků, že jejich nebezpečná plavba dobře dopadne.
Holandský obchodník Jan van Riebeeck založil 6. dubna 1652 nedaleko mysu zásobovací tábor pro nizozemskou Východoindickou společnost. Dnes na tomto místě stojí Kapské Město.
Východoindická společnost potřebovala v oblasti mysu Dobré naděje zkušené zemědělce. Nizozemská vláda proto rozhodla o vyslání hugenotů, kteří opustili kvůli náboženskému pronásledování Francii. Skupina hugenotů byla vyslána 31. prosince 1687 a dostala se tak přes Nizozemí až na jih Afriky.
Dne 19. ledna 1806 obsadila mys Velká Británie. Okupace byla potvrzena anglo-holandskou smlouvou v roce 1814. Území bylo pak spravováno jako Kapská kolonie.